# Лефки
Лефки (грч. Λεύκη) је насељено место у општини Кавала у периферији Источна Македонија и Тракија, Грчка. Према попису из 2021. године било је 57 становника.
Насеље је подигнуто после Грчког грађанског рата и први пут се помиње на попису из 1961. године, када је имало 193 становника. Населили су га мештани суседног села Горњи Лефки, које се раније звало Лефки.